# Desvanecidos
«Desvanecidos» es un tema perteneciente al grupo de rock argentino Suéter. Es la sexta canción que forma parte del quinto álbum de estudio Sueter 5 editado bajo el sello Interdisc en el año 1995. Fue compuesta e interpretado por Miguel Zavaleta.

## Historia y análisis de la letra

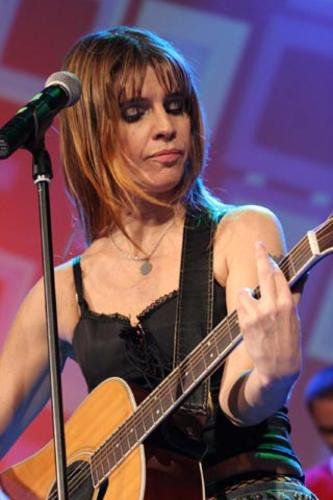
Fabiana Cantilo interpretó los coros de esta canción.

La canción es verídica y es una sentida composición con una letra que describe la historia de cuatro amigos enfermos; y perdidos por el virus del sida. Uno de ellos, llamado José, antes de su inminente final; le pide a Zavaleta que cante una simple oración por él y por los que estaban en su misma condición, que es en definitiva, el estribillo de esta canción: 

Dale más de vos,
dales todo tu corazón y nunca los dejes solos.
Dale más de vos, dales todo tu corazón y no los abandones,
al menos hoy...
Estribillo de «Desvanecidos».

Esta canción como las demás del álbum como también citar a Joe Gay; son dedicadas a personas portadoras del virus del VIH sida, ya que desde la portada de aquel disco; en donde se muestra el título con los colores del arco iris; (representado como símbolo la bandera LGBT. Junto con Extraño ser, fue uno de los éxitos más destacados de esa placa.

## Créditos
- Miguel Zavaleta: Teclados y voz
- Jorge Álvarez en batería
- Raúl Chevalier en bajo
- Diego Chorno en teclados y guitarra

Invitados:
- Hilda Lizarazu en coros
- Fabiana Cantilo en coros